# Hemigrammus melanochrous
Hemigrammus melanochrous är en fiskart som beskrevs av Fowler, 1913. Hemigrammus melanochrous ingår i släktet Hemigrammus och familjen Characidae. Inga underarter finns listade i Catalogue of Life.